# Karaté aux Jeux asiatiques de 1998
Aux jeux asiatiques de 1998, organisés à Bangkok, en Thaïlande des épreuves de karaté étaient au programme pour la deuxième fois dans l'histoire des jeux asiatiques.

## Résultats

### Kata
| Rang | Pays      | Karatéka               |
| ---- | --------- | ---------------------- |
| 1    | Japon     | Ryoke Abe              |
| 2    | Iran      | Nekoofar Seyed Alaedin |
| 3    | Indonésie | Abdullah Kadir         |

| Rang | Pays      | Karatéka        |
| ---- | --------- | --------------- |
| 1    | Japon     | Atsuko Wakai    |
| 2    | Indonésie | Omita Olga Ompi |
| 3    | Malaisie  | Lee Lee Lim     |

### Kumite

#### Kumitemasculin
| Rang | Pays      | Karatéka       |
| ---- | --------- | -------------- |
| 1    | Malaisie  | M. Chandra     |
| 2    | Koweït    | Bader Alotaibi |
| 3    | Viêt Nam  | Tung-Duong Le  |
| 3    | Indonésie | I. Tanjung     |

| Rang | Pays                | Karatéka                          |
| ---- | ------------------- | --------------------------------- |
| 1    | Indonésie           | Arief Taufan Syamsuddin           |
| 2    | Émirats arabes unis | Fakhruddin Abdul Ibrahim Mohammad |
| 3    | Népal               | Sambar Bahadu Gole                |
| 3    | Malaisie            | Puvaneswaran Ramasamy             |

| Rang | Pays           | Karatéka          |
| ---- | -------------- | ----------------- |
| 1    | Japon          | Norihide Narazaki |
| 2    | Taipei chinois | Teng-Tien Chen    |
| 3    | Viêt Nam       | Tuan-Chong Do     |
| 3    | Thaïlande      | Eakarach Loongban |

| Rang | Pays     | Karatéka        |
| ---- | -------- | --------------- |
| 1    | Malaisie | Muniandy Rajoo  |
| 2    | Iran     | Mehdi Amouzadeh |
| 3    | Syrie    | R. Al Karad     |
| 3    | Japon    | Shizuo Shiina   |

| Rang | Pays     | Karatéka            |
| ---- | -------- | ------------------- |
| 1    | Iran     | Alireza Katiraei    |
| 2    | Japon    | Takahiro Niki       |
| 3    | Koweït   | Ahmed Hussain       |
| 3    | Malaisie | Arivalagan Ponniyah |

| Rang | Pays           | Karatéka        |
| ---- | -------------- | --------------- |
| 1    | Koweït         | Jaber Alhamad   |
| 2    | Iran           | Ali Shaterzadeh |
| 3    | Taipei chinois | Tien-Lai Chu    |
| 3    | Malaisie       | S. Subramaniam  |

#### Kumiteféminin
| Rang | Pays           | Karatéka          |
| ---- | -------------- | ----------------- |
| 1    | Japon          | Eri Fujioka       |
| 2    | Indonésie      | Sandra Aryani     |
| 3    | Taipei chinois | Ching Chih Chiang |
| 3    | Viêt Nam       | Hong Ha Pham      |

| Rang | Pays           | Karatéka         |
| ---- | -------------- | ---------------- |
| 1    | Taipei chinois | Wan Yu-Li        |
| 2    | Viêt Nam       | Pham-Hong Tham   |
| 3    | Thaïlande      | Phetlada Ausabay |
| 3    | Indonésie      | Nilawati Daud    |

| Rang | Pays      | Karatéka                |
| ---- | --------- | ----------------------- |
| 1    | Japon     | Izumi Nabeki            |
| 2    | Thaïlande | Panadda Tamchuchaichana |
| 3    | Viêt Nam  | Kieu-Trang Ha Thi       |
| 3    | Malaisie  | Premila Supramaniam     |